# لادن (سرده)
جنس لادن (نام علمی: Tropaeolum) در حدود ۵۰ گونه گیاه علفی یک ساله یا چند ساله دارد که بومی آمریکای جنوبی از مکزیک تا شیلی هستند و برخی از این گونه‌ها به عنوان گیاه زینتی کاشته می‌شوند. در این بین لادن غده‌دار که بومی پرو است طرفداران بیشتری یافته‌است. لادن گیاهی است بوته‌ای، یک ساله، تند نموو با ساقه‌های بالا رونده که ارتفاع آن‌ها به چند متر نیز می‌رسد. دارای برگ‌های مدور، درشت، سپرمانند به رنگ سبز متمایل به آبی که مصرف خوراکی داشته و می‌توان آن‌ها را در سالاد سبزیجات به کار برد. بیشتر بخش‌های این گیاه به ویژه برگ‌هایش طعم شاهی می‌دهد از این رو به آن شاهی هندی هم می‌گویند. گل‌ها مهمیزدار، شیپورمانند به رنگ زرد و نارنجی از اوایل تابستان تا اوایل پاییز پدیدار می‌شوند. مکان آفتابی، خاک به خوبی زهکشی شده و غنی از مواد آلی را می‌پسندد. نسبت به سرما نسبتاً مقاوم است. در صورت مشاهده شته باید گیاه را فوراً با آب شست‌وشو داد. تکثیر آن از طریق کاشت بذر در اواخر اسفند و قلمه زدن در اواخر تابستان امکان‌پذیر است. بدین ترتیب که از روی بوته‌های مادر قلمه‌هایی انتخاب کرده و در مخلوطی از خاک برگ و ماسه می‌کارند و پس از ریشه‌دار شدن گلدانش را عوض می‌کنند.
از این تیره گیاهی بومی ایران وجود ندارد و یکی از نمونه‌های کاشته‌شده آن لادنِ (Tropaeolum majus L.) است که با برگهای سپری‌شکل و گل‌های نارنجی یا قرمز تا زردرنگ خود زیبایی خاصی دارد.

## گونه‌ها
- گل لادن Tropaeolum majus
- Tropaeolum adpressum
- Tropaeolum argentinum
- Tropaeolum asplundii
- Tropaeolum atrocapillare
- Tropaeolum austropurpureum
- Tropaeolum azureum
- Tropaeolum beuthii
- Tropaeolum bicolor
- Tropaeolum boliviense
- Tropaeolum brachyceras
- Tropaeolum brasiliense
- Tropaeolum brideanum
- Tropaeolum calcaratum
- Tropaeolum calvum
- Tropaeolum capillare'
- Tropaeolum carchense
- Tropaeolum ciliatum
- Tropaeolum cirrhipes
- Tropaeolum cochabambae
- Tropaeolum crenatiflorum
- Tropaeolum curvirostre
- Tropaeolum cuspidatum
- Tropaeolum deckerianum
- Tropaeolum dipetalum
- Tropaeolum elzae
- Tropaeolum emarginatum
- Tropaeolum ferreyrae
- Tropaeolum fintelmannii
- Tropaeolum flavipilum
- Tropaeolum garciae
- Tropaeolum harlingii
- Tropaeolum haynianum
- Tropaeolum hirsutum
- Tropaeolum hirtifolium
- Tropaeolum hjertingii
- Tropaeolum hookerianum
- Tropaeolum huigrense
- Tropaeolum incisum
- Tropaeolum jilesii
- Tropaeolum kerneisinum
- Tropaeolum kieslingii
- Tropaeolum kingii
- Tropaeolum kuntzeanum
- Tropaeolum lasseri
- Tropaeolum leonis
- Tropaeolum leptophyllum
- Tropaeolum lindenii
- Tropaeolum longiflorum
- Tropaeolum longifolium
- Tropaeolum looseri
- Tropaeolum magnificum
- Tropaeolum mexiae
- Tropaeolum meyeri
- Tropaeolum minus
- Tropaeolum moritzianum
- Tropaeolum myriophyllum
- Tropaeolum nuptae-jucundae
- Tropaeolum orinocense
- Tropaeolum orthoceras
- Tropaeolum papillosum
- Tropaeolum parvifolium
- Tropaeolum patagonicum
- Tropaeolum pellucidum
- Tropaeolum peltophorum
- Tropaeolum pendulum
- Tropaeolum pentagonum
- Tropaeolum pentaphyllum
- Tropaeolum peregrinum
- Tropaeolum polyphyllum
- Tropaeolum porifolium
- Tropaeolum pubescens
- Tropaeolum purpureum
- Tropaeolum repandum
- Tropaeolum rhomboideum
- Tropaeolum sanctae-catharinae
- Tropaeolum seemannii
- Tropaeolum sessilifolium
- Tropaeolum slanisii
- Tropaeolum smithii
- Tropaeolum sparrei
- Tropaeolum speciosum
- Tropaeolum steyermarkianum
- Tropaeolum stipulatum
- Tropaeolum tenuirostre
- Tropaeolum traceyae
- Tropaeolum trialatum
- Tropaeolum tricolor
- Tropaeolum trilobum
- Tropaeolum tuberosum
- Tropaeolum umbellatum
- Tropaeolum unilobatum
- Tropaeolum wagnerianum
- Tropaeolum warmingianum
- Tropaeolum willinkii